# Adam Gadomski
Adam Gadomski (ur. w 1959 w Katowicach) – polski fizyk, profesor nauk fizycznych.

## Życiorys
Studiował fizykę techniczną na Politechnice Śląskiej w Gliwicach do 1984. Tamże pracował od 1986, zajmując się fizyką powierzchni ciała stałego. Od 1989 pracował na Uniwersytecie Śląskim w Katowicach. Pracę doktorską Metody konstruowania modeli dyfuzyjnego formowania agregatów obronił w 1992 (promotorem był prof. Zbigniew Grzywna). W latach 1993–1994 przebywał na stażu w Grazu, a od 1995 pracował na Uniwersytecie Technologiczno-Przyrodniczym w Bydgoszczy, w Zakładzie Fizyki Teoretycznej. W 1999 habilitował się na Uniwersytecie Śląskim na podstawie pracy Zastosowanie teorii heterogenicznych przemian fazowych w układach złożonych umiarkowanie zaglomerowanych. W 2001 został profesorem  nadzwyczajnym Uniwersytetu Technologiczno-Przyrodniczego, a od 13 stycznia 2009 jest profesorem nauk fizycznych.